# Horn Antal (hírlapíró)
Horn Antal (szül.: Einhorn; Vágújhely, 1834. január 21. – Budapest, 1906. február 10.) hírlapíró, Horn Ede testvéröccse.

## Élete
Édesapja Einhorn Gerzson (meghalt 1883-ban, 90 éves korában) kereskedő volt. Horn 1847-ben Pestre ment és az evangélikus gimnázium IV. osztályába lépett. 1849-ben, amikor az osztrák sereg bevonult Budapestre, Ede bátyjával együtt július 8-án ő is elhagyta a fővárost. Július 9-én a 102. honvéd-zászlóaljba lépett és részt vett a szőregi és temesvári csatában. Elfogták és a várba vitték, majd besorozták a 61. Rukavina gyalogezredbe és Olaszországba vitték, ahonnan 1856 tavaszán őrmesteri ranggal szerelt le. Ezután Pesten irodai szolgálatban volt. 1857-ben Párizsba ment bátyjához, akinek titkára és munkatársa lett, és nemzetgazdászati tanulmányokkal foglalkozott. 1859 novemberében az akkor Párizsban tartózkodó Dufour kiadó Szentpétervárra szerződtette lapjához, a Journal de St. Petersburghoz, ahol a német- és olaszországi rovatot vezette. 1860-tól ebben a lapban közölte kéthetenként a Revue économique de l'étranger című dolgozatát 1863-ig; ekkor ideiglenesen átvette a lap szerkesztését. Ugyanez történt 1864, 1868 és 1870-ben; 1871 februárjában pedig felelős szerkesztője lett a lapnak. 1890 szeptemberében lemondott e lap szerkesztéséről és Budapestre költözött, ahol ezután nyugalomban élt.

## Munkássága
Első irodalmi kísérlete 1848 júniusában jelent meg bátyjának lapjában, a Der ungarische Israelitben, ebben a vágújhelyi zsidóüldözést írta le. Szentpétervárott saját lapján kívül írt leveleket 1861-től 1870-ig a berlini Nat.-Zeitungba (több évig egyedül ő küldött oroszországi tudósításokat Németországba); 1863-ban írt cikkeket a Émile de Girardin által alapított La France-ba; 1863-tól 1866-ig Ganescónak Majna-Frankfurtban kiadott Europe című napilapjába (diplomatikai és nemzetgazdászati kérdésekről), ezeken kívül 1864-től 1870-ig nemzetgazdászati cikkeket írt a Katkow és Leontiew által szerkesztett Moszkovszki Vedomosztiba. 1867-ben átvette a Golos nemzetgazdászati részének vezetését és a védvámosok ellen harcolt; írt a Nordische Revue-be (1864-65. Volkswirthschaftliche Briefe aus Russland, 12 cikk és Die Judenfrage in Russland). Miután 1890-ben visszatért Budapestre, a Journal des Economistes-be írt tudósításokat: Lettres d'Autriche-Hongrie címmel és a Párizsban Raffalovics A. kiadásában évenként megjelenő Marché 1894. és 1895. évfolyamaiban Ausztria–Magyarország pénzügyi viszonyairól értekezett; a Revue de Paris-ban (1894. Le mariage civil en Hongrie); a Revue politique et parlamentaireban (1895. Vingtcinq ans de régime financieren Hongrie).
A Le Conservateur Impartial 1813-1824-es évfolyamát és ennek folytatását, a Journal de St. Petersbourg 1825-1889-es minden példányát, 77 évfolyamot, bekötve 1890. szeptember 27-én a Magyar Nemzeti Múzeum hírlapkönyvtárának adományozta.